# 로이엣주
로이엣주(태국어: ร้อยเอ็ด)는 태국 북동부의 주(창왓)의 하나이다. 이웃한 주는 남쪽부터 시계 방향으로 깔라신주, 묵다한주, 야소톤주, 시사껫주, 수린주, 마하사라캄주이다.

## 어원
로이엣은 '101'로 번역되고 도시 주변의 11개 위성 도시와 성문을 가리키는 것이다. 도시의 중요성을 숫자를 과장해 표현한 것이다.

## 지리
주의 대부분은 치강 유역의 해발 130~160m의 평지이다. 주의 북쪽은 푸판산맥의 언덕이 있고 양 강이 흐른다. 남쪽에는 수린주와의 경계를 이루는 문강이 있다. 치강이 문강으로 흘러 들어가는 곳에 있는 범람원은 좋은 벼농사 지역이 되고 있다.

## 역사
주 지역은 크메르 제국 때 이미 취락이 있었다. 그러나 본격적인 주의 역사는 아유타야 왕조 때 참파삭으로부터 온 라오족이 수완나품 주변에 정착하면서 시작된다. 딱신 왕은 도시를 현재의 위치로 옮기고 사껫나콘이라고 불렀다.

## 행정 구역
주에는 20개의 암프(군)와 더 세부 행정구역인 193개의 땀본 그리고 2311개의 무반 (행정 구역)이 있다.
| 1. 므앙로이엣군 2. 까셋위사이군 3. 빠툼랏군 4. 차투라팍피만군 5. 타왓부리군 6. 파놈프라이군 7. 폰통군 8. 포차이군 9. 농폭군 10. 셀라품군 | 1. 수완나품군 2. 므앙수앙군 3. 폰사이군 4. 앗사맛군 5. 므이와디군 6. 시솜뎃군 7. 창한군 8. 치앙콴군 9. 농히군 10. 퉁카오루앙군 |